# Xenopus epitropicalis
Espèce
Synonymes
- Silurana epitropicalis (Fischberg, Colombelli & Picard, 1982)

Statut de conservation UICN

 LC  : Préoccupation mineure
Xenopus epitropicalis est une espèce d'amphibiens de la famille des Pipidae. Jusqu'en 2015 elle était confondue avec Xenopus mellotropicalis.

## Répartition
Cette espèce se rencontre en République démocratique du Congo et en en République du Congo.

## Galerie

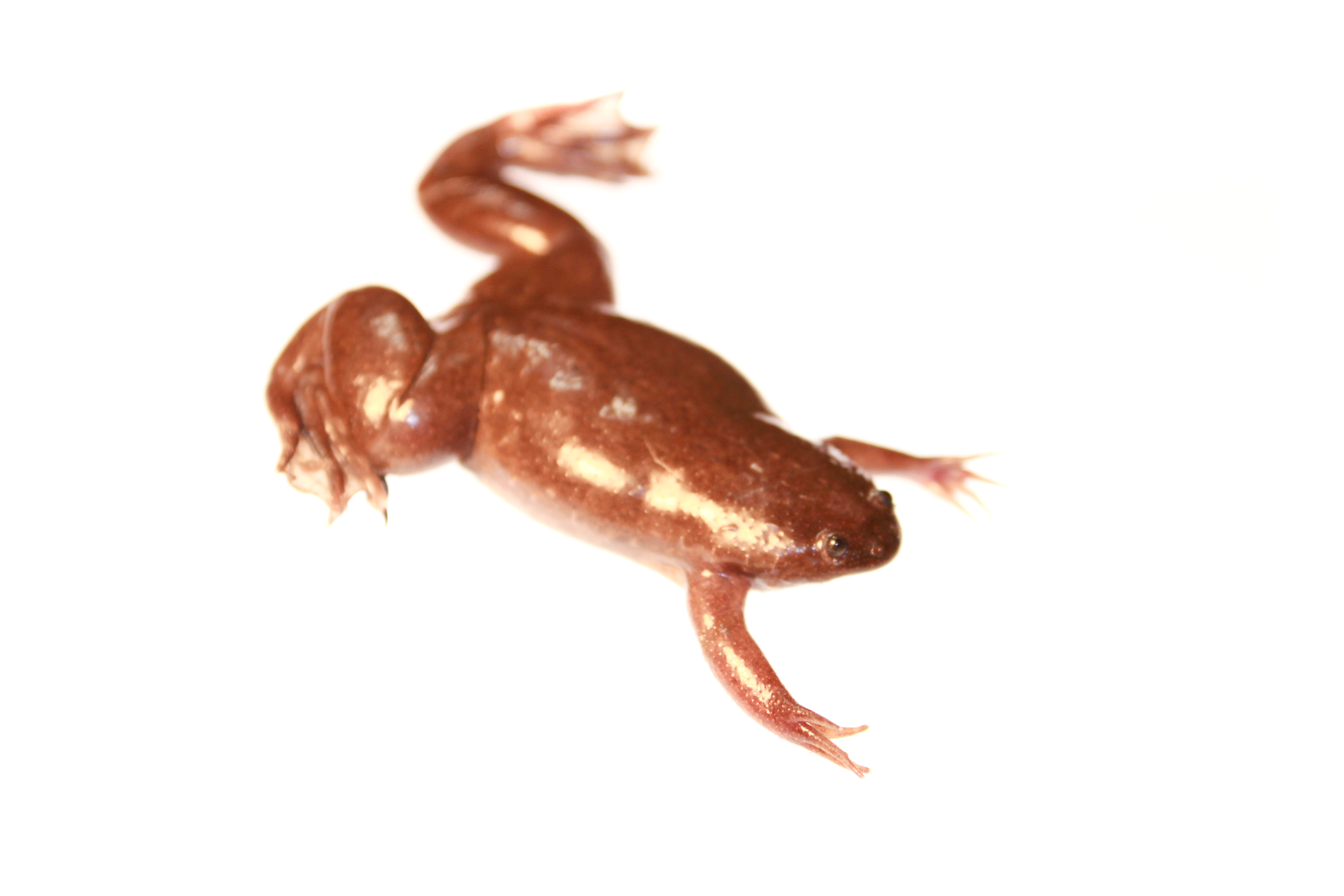
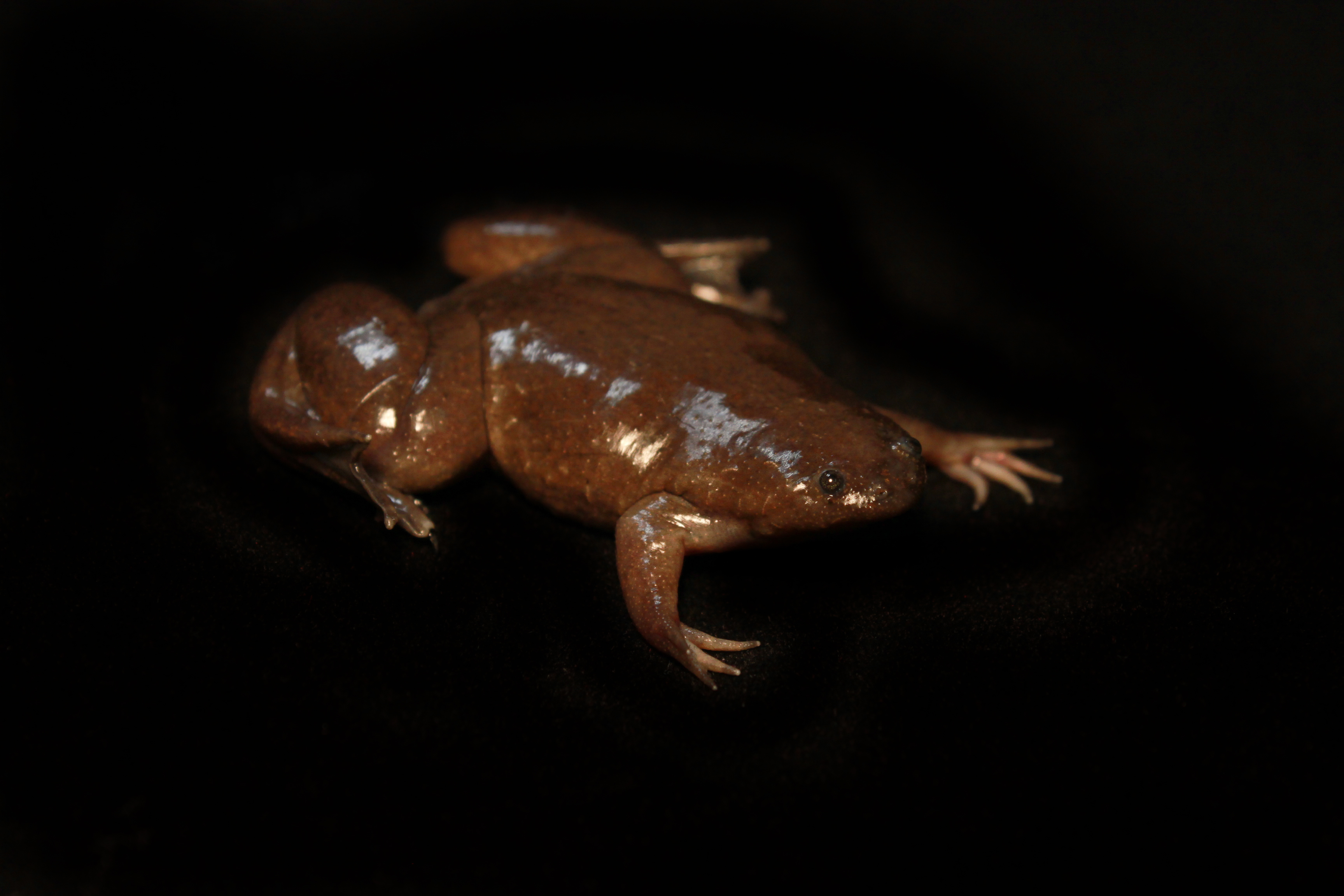
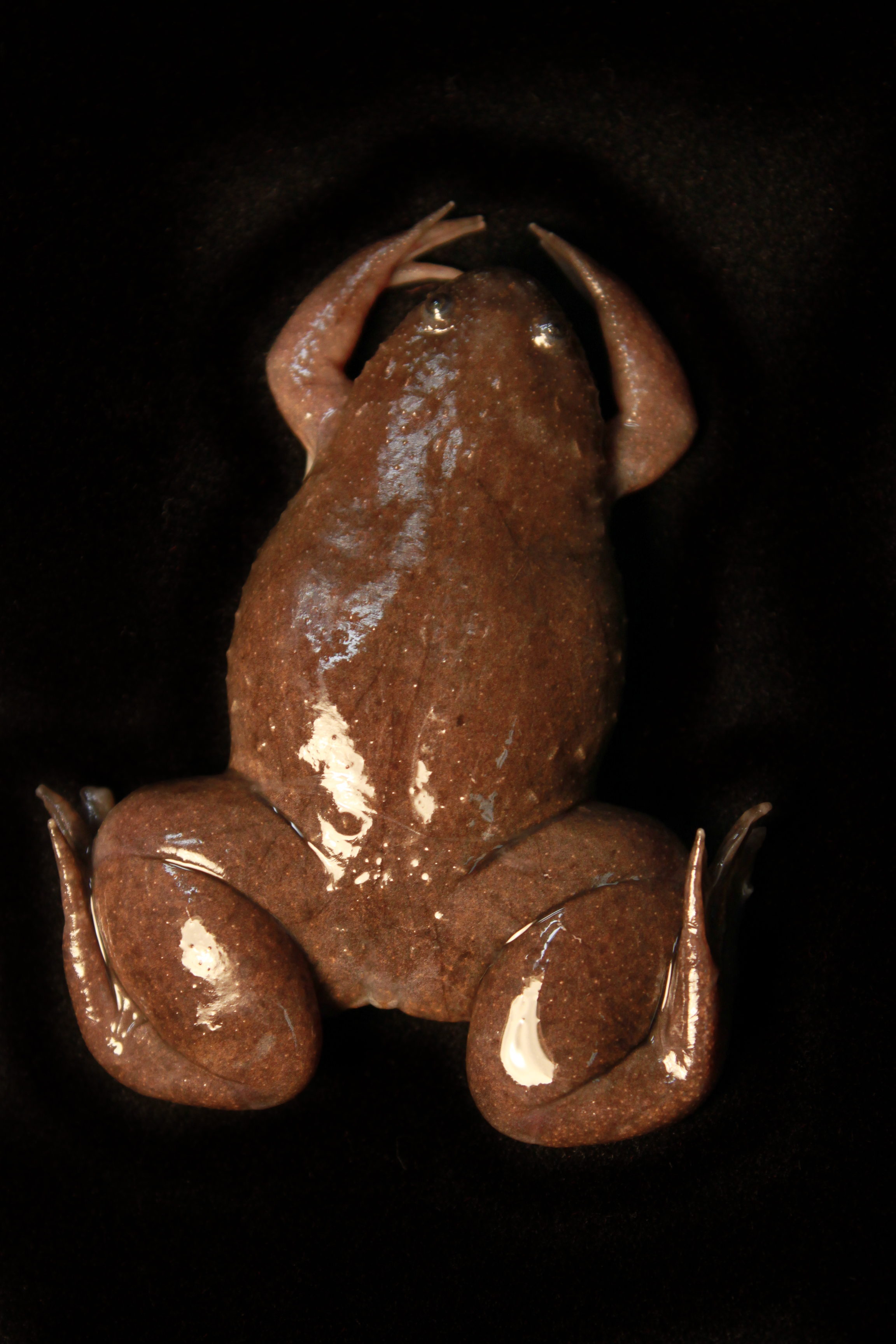
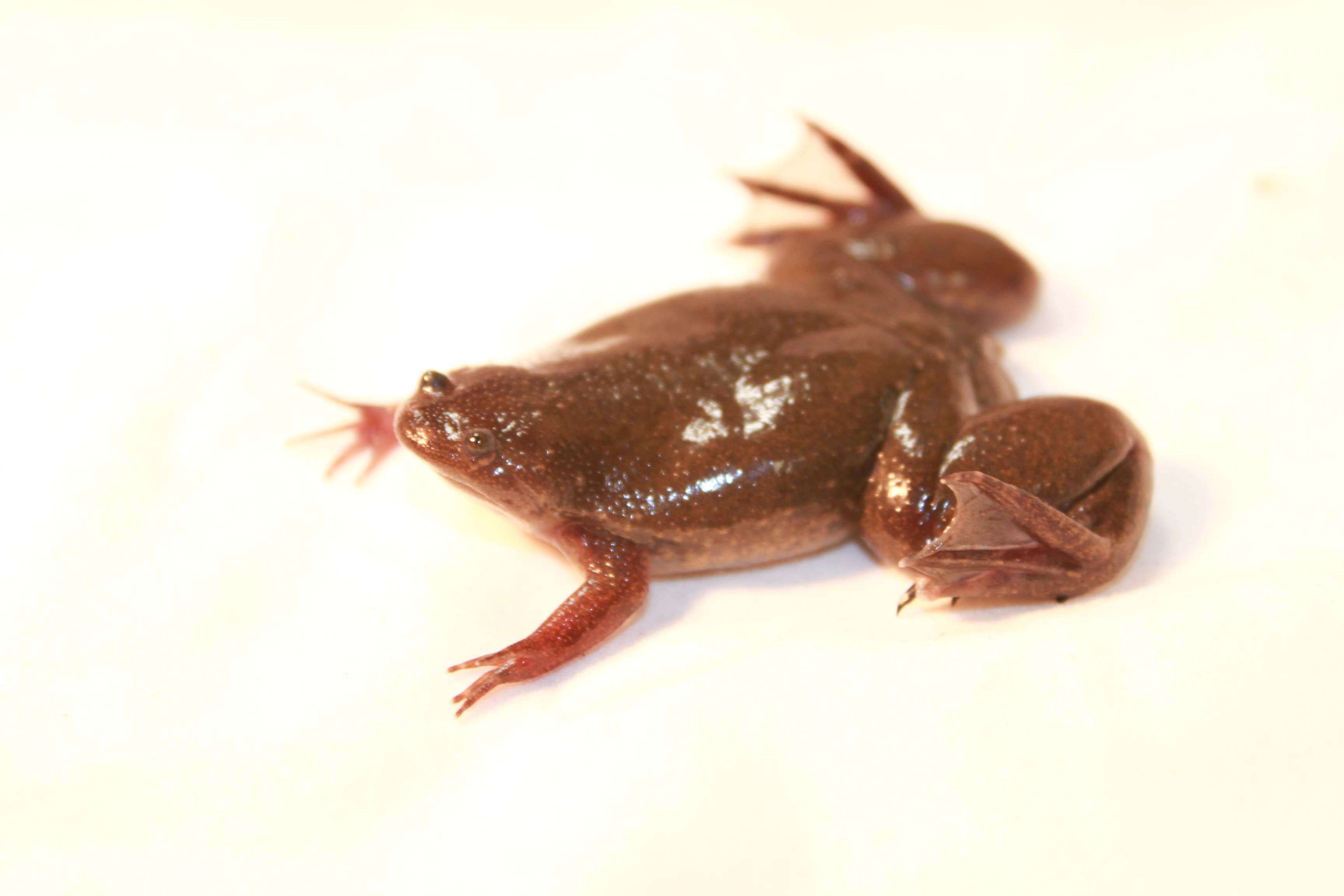
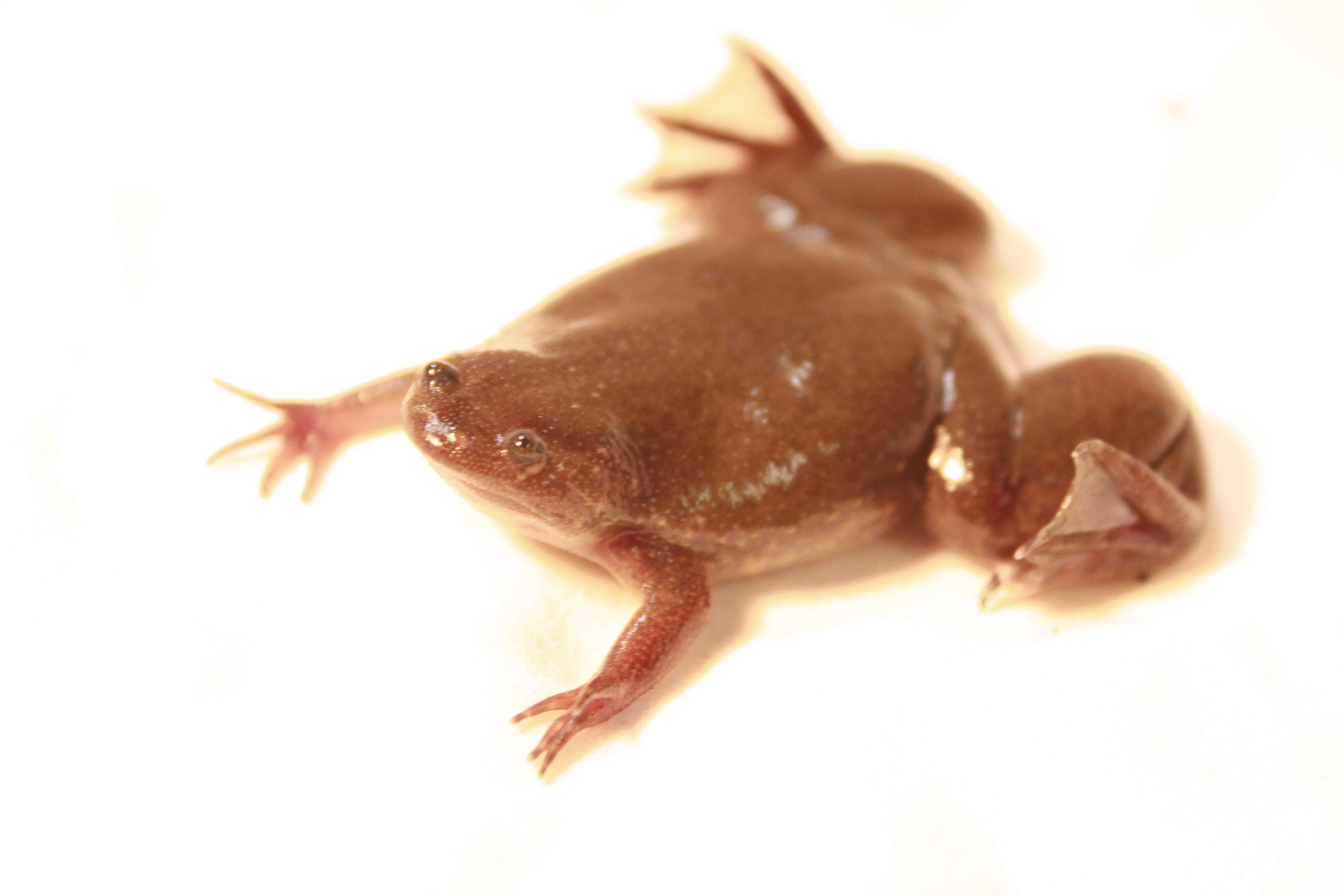

## Publication originale
- Fischberg, Colombelli & Picard, 1982 : Diagnose préliminaire d'une espèce nouvelle de Xenopus du Zaïre. Alytes, Paris, vol. 1, no 4, p. 53-55.